# Sóc bay Kashmir
Sóc bay Kashmir, tên khoa học Eoglaucomys fimbriatus, là một loài động vật có vú trong họ Sóc, bộ Gặm nhấm. Loài này được Gray mô tả năm 1837.